# Oberschwarzach
Oberschwarzach é um município da Alemanha, situado no distrito de Schweinfurt, no estado da Baviera. Tem 24,51 km² de área, e sua população em 2019 foi estimada em 1.422 habitantes.